# Scott Neustadter

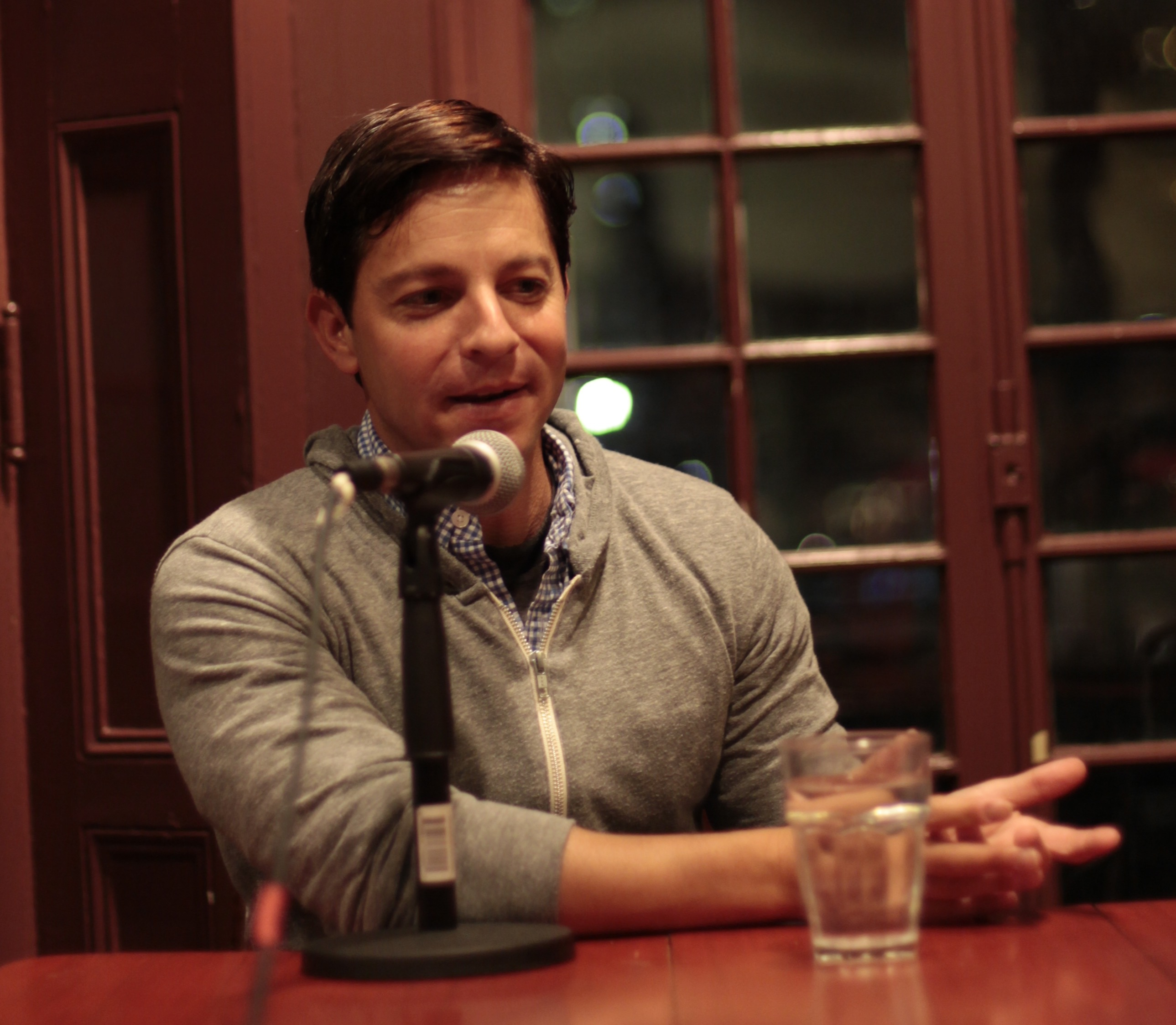
Scott Neustadter

Scott Eric Neustadter (* 1977 oder 1978 in Margate City, New Jersey) ist ein US-amerikanischer Drehbuchautor und Executive Producer.

## Karriere
Neustadters Karriere begann 2009 mit dem Verfassen des Drehbuchs zu dem Film (500) Days of Summer. Es folgten weitere Drehbücher zu Der rosarote Panther 2, The Spectacular Now – Perfekt ist jetzt, Das Schicksal ist ein mieser Verräter, Margos Spuren und Unsere Seelen bei Nacht. Für seine künstlerische Leistung, für das Drehbuch zu The Disaster Artist, erhielt Neustadter bei der Oscarverleihung 2018 eine Nominierung in der Kategorie „Bestes adaptiertes Drehbuch“. Die Auszeichnung erhielt aber James Ivory für sein Werk zu Call Me by Your Name. Des Weiteren erhielt er für diesen Film seine zweite WGA-Award-Nominierung, die erste erhielt er für (500) Days of Summer.
Die Drehbücher erarbeitet Neustadter gemeinsam mit seinem Freund Michael H. Weber, die sich seit 1999 kennen.

## Leben
Scott Eric Neustadter wurde in Margate City geboren, wuchs in Atlantic City auf und ging dort auch zur High School. Er machte seinen Abschluss an der University of Pennsylvania, sowie seinen Master an der London School of Economics and Political Science. Neustadter hat jüdische Wurzeln. Er ist verheiratet seit dem 9. Oktober 2010 mit Lauren Rachelle Levy verheiratet, die sich im Jahr 2007 kennenlernten. Gemeinsam sind sie Eltern eines Kindes.

## Filmografie (Auswahl)
- 2009: (500) Days of Summer
- 2009: Der rosarote Panther 2 (The Pink Panther 2)
- 2011: Friends with Benefits (Fernsehserie, 12 Episoden)
- 2013: The Spectacular Now – Perfekt ist jetzt (The Spectacular Now)
- 2014: Das Schicksal ist ein mieser Verräter (The Fault in Our Stars)
- 2015: Margos Spuren (Paper Towns)
- 2017: Unsere Seelen bei Nacht (Our Souls at Night)
- 2017: The Disaster Artist
- 2022: Rosalinde (Rosaline)